# Luis Ángel Rivera
Luis Rivera (Coatepeque, 24 de noviembre de 1993) es un futbolista guatemalteco, que comenzó a jugar en las divisiones inferiores del Deportivo Coatepeque como delantero y que actualmente sigue en el mismo club.

## Trayectoria
Inició su carrera en las fuerzas básicas del Deportivo Coatepeque y se mantuvo en el equipo durante los constantes cambios de entrenadores y cuerpo técnico y sin contar con minutos de juego, todo esto gracias a su buen desempeño en las fuerzas básicas del equipo, en el 2013 se dio la oportunidad de su debut con el equipo mayor contra la Universidad SC en la jornada 16 del Torneo Apertura 2013. donde entró de cambio por solo 10 minutos, seguidamente jugó 4 partidos más y contando con pocos minutos de juego pero eso le valió para anotar su primer gol con el Deportivo Coatepeque ante el equipo de Heredia en la jornada 21.
Actualmente solo lleva 120 minutos jugados en el Deportivo Coatepeque.

## Estadísticas
| Club                   | Temporada           | Liga | Liga  |
| Club                   | Temporada           | PJ   | Goles |
| ---------------------- | ------------------- | ---- | ----- |
| Coatepeque · Guatemala | 2013-14             | 5    | 1     |
| Coatepeque · Guatemala | Total               | 5    | 1     |
| Total en su carrera    | Total en su carrera | 6    | 1     |